# Hans Devroe
Hans Devroe, ook bekend onder het pseudoniem Hans Inne (Brugge, 23 augustus 1939 – Leuven, 22 november 2022), was een Vlaams schrijver. Hij stichtte en leidde de Universitaire Werkgroep Literatuur en Media in Leuven en was redactiesecretaris van het tijdschrift Wel.

## Levensloop
Hans Devroe was een van de zeven kinderen van Jozef Devroe en Nora Puype. Hij doorliep de Grieks-Latijnse humaniora in het Brugse Sint-Lodewijkcollege, studeerde Germaanse filologie aan de KU Leuven en Toegepaste linguïstiek aan het Postuniversitair Centrum te Diepenbeek.
Van 1963 tot 1975 was hij leraar Nederlands en Engels aan het Onze-Lieve-Vrouwecollege in Halle. In 1980-1982 werkte hij mee aan het IPEK-project (Interuniversitair Project Engels in de Kandidaturen) van het Instituut voor Toegepaste Linguïstiek in Leuven, onder de leiding van prof. L. K. Engels.
Vanaf 1980 was hij vaste medewerker cultuur en wetenschap voor De Standaard, Het Nieuwsblad en Radio 3.
Nog in 1980 startte hij in Leuven de allereerste opleiding 'Creatief schrijven' in het Nederlands taalgebied en richtte daartoe de Universitaire Werkgroep Literatuur en Media op. Vanaf 1982 verscheen het tijdschrift Wel.
Van huis uit katholiek, evolueerde hij via het existentialisme naar een grote belangstelling voor filosofie en uiteindelijk naar Oosterse spiritualiteit, zonder evenwel zijn afkomst te verloochenen.

## Literair werk

### Verhalend proza
- De stilte (De Clauwaert, 1982) en Verhalen en hoorspelen (WEL, 2005): magisch-realistische verhalen die zich afspelen in de wereld van kinderen, kunst, het mysterieuze.
- Het schaakspel van Leuven (Houtekiet, 1987), een tragisch liefdesverhaal waarin de universiteitsstad een hoofdrol speelt. Gestructureerd als een schaakspel (64 hoofdstukken, strategieën). Het cryptogram dat de ontknoping bevat is nog altijd niet opgelost.
- Kinderen voor kooien (1990): de tragische lotgevallen van een gezin in het Antwerpse bij de Bevrijding in 1944.
- De getuige. Uit de archieven van I.L. (Wel, 1973-2010): een verhaallijn met talrijke zijwegen doorheen twee millennia en vier continenten. Vijftig levens na elkaar, de kroniek van een mysterieus man. Een panorama van culturen, ontmoetingen en de eigen vragen. Het boek bevat o.m. romans en novellen over de kerkvader Augustinus, Anno M, de joodse arts-filosoof Maimonides, de Duitse arts-theosoof Paracelsus, de aartsbisschop van Cambrai en schrijver Fénelon, een oorlogsdagboek 1914-1918, naast andere dagboeken, gedichten, prozagedichten, essays (over Dante, Dürer, tuinen, volkskunst, iconen enz.) en talrijke reisbrieven.
- De pelgrim (WEL, 2010): op de brug tussen proza en lyriek in 77 prozagedichten, een levensreis naar meer verinnerlijking.

Het schaakspel van Leuven werd bekroond door de provincie West-Vlaanderen. Het sprookje De doge van Venetië door het tijdschrift Appel, het kortverhaal Sloop in de Ward Ruyslinck-wedstrijd van Meise.
De UWLM moedigt het schrijven aan van flitsverhalen en prozagedichten door een jaarlijkse wedstrijd.

### Poëzie
Uit zijn Verzamelde gedichten & geschriften over poëzie (WEL, 2003) blijkt een hang naar klassieke vormbeheersing, via verscheidene beknopte genres:
- terzinen in de liefdescyclus Triade
- zevenregelig de 'zevenslapers' van September
- Het wit van de cirkelis meer gom dan tekst, bijna abstract
- kwatrijnen in de “autobiografie” van de Syrische dichter Al-Ma’arri.Een levensbeschrijving in verzen (inleiding prof. arabistiek Urbain Vermeulen).
- in De schildpad, een gevoelige beschrijving van dit schuwe (huis)dier doorheen de vier seizoenen
- een liefdesroman in vijfregelige tanka’s Dibi
- verklarende glossen in drie bundels Glossarium (inleiding door dichter Willy Spillebeen)
- het verhalende 'grimoire', Noctuarium. Een nachttoverboek (inleiding door prof. volkskunde A.Roeck)
- de latere bundel Glans is religieus geïnspireerd.

Deze gedichten klinken – naargelang het thema - eenvoudig of complex. De cycli tonen een telkens andere structuur. Devroe heeft zich altijd verzet tegen 'officiële' dogma’s en modes (vaak epigonisme) in de literatuur.
De bundel Triade werd bekroond door de Provincie West-Vlaanderen; enkele religieuze gedichten in de wedstrijd van Gerolfswal. Gedichten en verhalen verschenen in de tijdschriften Hernieuwen, DW&B, Diogenes, Appel, Argus, Schuim, WEL, Vlaanderen, Pi, Yang etc.

### Drama
Devroe schreef zeven luisterspelen waarvan zes werden uitgezonden door de BRT en gebundeld in Verhalen en hoorspelen (WEL, 2003):
- De vloedlijn (ook uitgezonden door de WDR onder de titel Bis hierhin geht die Flut): de auteur beluistert na jaren het bandje van zijn hoorspel (over een ontmoeting aan zee) en geeft commentaar.
- De scheidingsmeester, een scherpe satire op echtscheidingsadvocaten.
- Een voorgevoel: een parlementslid en zijn vrouw piekeren 's nachts over de politiek en elkaar.
- Spelers: verglijdt van een ironische sfeerschepping (een huwelijksfeest in een casino) naar vragen over toeval en noodlot.
- Chez Satie: een interview (en ingelaste flashback-scènes) met de excentrieke Franse componist. Bekroond door de Provincie West-Vlaanderen.
- De radiobewerking van het magische Noctuarium, gestructureerd naar de uren van de nacht.
- Het nog niet opgevoerd toneelstuk De lenzen van Spinoza volgt in taferelen het leven en de ideeën van de Nederlands-joodse filosoof.

### Essays
Over de genres die hij zelf beoefende (kortverhaal, roman, poëzie, literaire kritiek, hoorspel), over taal en over de auteurs die hij koesterde (Anton Tsjechov, Decimus Magnus Ausonius, Dante, Ryunosuke Akutagawa, Abdel Al-Ma'arri, Ray Bradbury, het symbolisme, enz.) heeft Devroe gepubliceerd in de tijdschriften Kultuurleven,  Appel, WEL, Standaard der Letteren en andere.
In 1955 won hij als 15-jarige, onder het pseudoniem Henk Pui, de opstelwedstrijd voor jongstudenten van het tijdschrift "Hernieuwen" met het verhaal "De man die de sterren liefhad". De jury werd voorgezeten door André Demedts. Het bekroonde verhaal verscheen in Hernieuwen, mei 1956.
Als retoricascholier won hij in 1957 de prijs voor de beste verhandeling in het vrij middelbaar onderwijs (Koninklijke Academie voor Nederlandse Taal- en Letterkunde, K. Barbierfonds).
Het tijdschrift WEL publiceerde zijn essays over aspecten van de verbeelding. Deze wijken af van de gangbare psychoanalytische (Sigmund Freud, Carl Gustav Jung, Gaston Bachelard) benadering.
De UWLM moedigt het schrijven van essays aan en organiseert, in samenwerking met de stad Leuven, een jaarlijkse essaywedstrijd.

## Niet-literair werk

### Wiskunde
Zijn belangstelling voor wiskunde werd gewekt door de voortgezette studie toegepaste linguïstiek.
Aanvankelijk onderzocht hij (voor zijn scriptie) de relevantie van de informatietheorie voor de taalwetenschap: Basisbegrippen van de telecommunicatietheorie verscheen in 1975 (Wetenschappelijk Onderwijs Limburg).
Zijn meer uitgebreide studie Wiskunde voor morgen (Acco, 1990), ontwikkelt normen voor de evaluatie van wetenschappelijke tekensystemen en van het nieuwe begrip "virtueel getal". Hij tracht de drempel tot het wiskunde-onderwijs te verlagen door een taalkundige benadering. Hij wil de wiskundige termen en bewerkingen "vertalen" in drie "talen": zinnen (bijv. definities), symbolen (vaak afkortingen) en grafische voorstellingen.
Aan dit boek werkten mee de professoren wiskunde J. Denef (Leuven), S. Mac Lane (Chicago), W. Mielants (Gent), J. Teugels, A. Warrinnier en Y. Willems (Leuven). Devroe analyseert kritisch de onderscheiden tekensystemen en circa 1400 symbolen en formules.
Bij het kritisch nalezen van Einsteins vroegste geschriften over de bijzondere en algemene relativiteitstheorieën stootte Devroe op onoordeelkundig gebruik van machten van c (de lichtsnelheid, volgens Einstein een limiet en constant, hetgeen thans controversieel is). Hij schreef hierover On the (Ab)uses of c in Theoretical Physics (1997), maar het werd niet gepubliceerd.
De verhouding wiskunde-esthetiek-literatuur vormt het onderwerp van de uitgebreide studie-met-bloemlezing De mathematische muze (WEL,2006), gegroeid uit een reeks voor Radio 3, de voorloper van Klara.

### Filosofie
De studie van zowel exacte als humane wetenschappen lijkt onontbeerlijk om een wereldbeschouwing te vormen, zij verbinden én relativeren elkaar. Maar hun verscheidenheid en contradicties verwarren, dienen gevat in een coherente synthese op grond van een zo ruim mogelijke basis: de verbeelding die al het andere inhoudt en omvormt.
- Het Virtuele Universum. Inleiding tot de virtualistische wijsbegeerte en studie der verbeelding(inl. prof. A. Warrinnier, Garant, 2007). Baanbrekend in dit boek van Devroe is een nieuwe theorie van de verbeelding(deels wiskundig benaderd) als basis voor ontologie, een herwaardering van de klassieke deugden (Lat. virtus) en metafysica, tegen het postmodernisme in. Deze filosofie vraagt aandacht zowel voor wetenschappelijke inzichten als voor de wijsheid van het Midden en Verre Oosten. Ze staat kritisch tegenover lifestyle, media en politiek die telkens weer dienen "ontbeeld". Ook wetenschap en kunst vereisen een sterke ethische dimensie: onze talrijke mogelijkheden (de motor van de virtualiteiten) moeten worden ingeperkt door de rem van de deugden.

Sedert 1967 verzameld, groeit zijn Repertorium der verbeelding tot een veelzijdige synthese van uitingen van de verbeelding, niet alfabetisch maar systematisch geordend (vanaf december 2012 in het tijdschrift WEL).

## Voetnoten
1. ↑  In Lexicon van West-Vlaamse schrijvers vermeld als 1938. Onmogelijke datum, aangezien zijn broer Kris op 19 mei 1938 geboren werd
2. ↑  rouwbrief HansDevroe www.pues.be. Gearchiveerd op 12 december 2022.
3. ↑  zie: "Verhalen en hoorspelen" (WEL, jrg.xxii, nr.4, december 2005-blz.11-12)

- International Standard Name Identifier: 0000 0001 2017 409X
- Nationale Bibliotheek van Tsjechië: kup20030000021325
- Nederlandse Thesaurus van Auteursnamen: 06940657X
- Virtual International Authority File: 21677018
- WorldCat: E39PBJyMmg6fPPphRW3M3mj9jC